# Men Don't Leave
Men Don't Leave (titulada Los hombres nunca se van en Hispanoamérica y Los hombres no abandonan en España) es una película estadounidense de 1990 dirigida por Paul Brickman. Está protagonizada por Jessica Lange, Arliss Howard, Joan Cusack, Chris O'Donnell, Kathy Bates, Charlie Korsmo y Belita Moreno. Distribuida por Warner Bros. Pictures, la película se estrenó el 2 de febrero de 1990 en Estados Unidos. 

## Sinopsis
Después de la muerte de su marido en un accidente, una mujer (Jessica Lange) lucha por sacar adelante a sus dos hijos: Chris (Chris O'Donnell) y Matt (Charlie Korsmo). 

## Reparto
- Jessica Lange - Beth Macauley
- Arliss Howard - Charles Simon
- Joan Cusack - Jody
- Chris O'Donnell - Christopher "Chris" Macauley
- Kathy Bates - Lisa Coleman
- Charlie Korsmo - Matthew "Matt" Macaulay
- Belita Moreno - Sra. Buckley